# Гидромаш (Нижний Новгород)

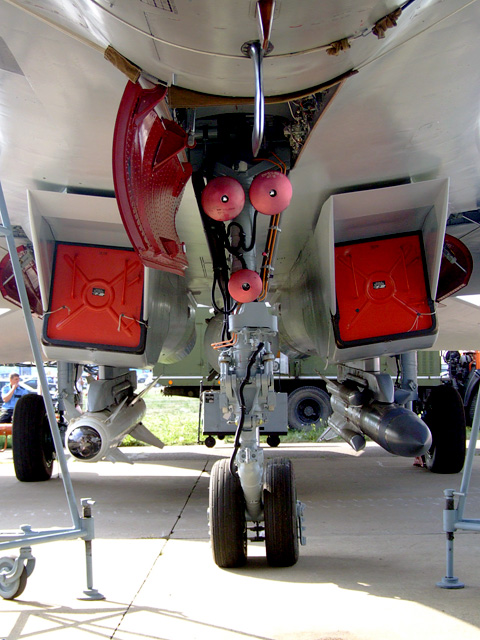
Шасси Су-27СК

Нижегородское открытое акционерное общество «Гидромаш» имени В. И. Лузянина — российское предприятие по разработке, производству и испытаниям шасси, гидроцилиндров и гидроагрегатов для всех типов летательных аппаратов. Расположено в Нижнем Новгороде, проспект Гагарина, 22.

## Собственники и руководство
По состоянию на конец 2021 года совета директоров, состоит из 6 членов.
На конец 2006 года уставный капитал около 154 тыс. рублей, добавочный капитал — более 147 млн рублей. Основными акционерами являются:
Гендиректор Александр Владимирович Лузянин (сын бывшего генерального директора ОАО «Гидромаш» Владимира Ильича Лузянина) владеет 0,65 % компании. 22,84 % долей находятся в собственности АО «Гидравлические системы», 19,98 % — АО «Гидромашфарверк», 19,56 % — АО «Гидравлика». Еще 4,9 % долей находятся в собственности АО «Ока-50» (учредителем является Лузянин Александр Владимирович), 0,3 % компании принадлежат исполнительному директору Андрею Владимировичу Романову.
Остальные 31,77 % кому принадлежат в настоящее время неизвестно .

## История
В 1805 году Пётр Ильин основал в Москве каретную мастерскую, которая выпускала различные виды конных экипажей. В 1849 году заслуги мастерской были признаны на государственном уровне — фирма получила официальный статус поставщика императорского двора и право изображать на изделиях государственный герб Российской империи, в то время являвшийся высшим знаком качества.
К началу XX века мастерская под руководством Петра Петровича Ильина, потомка её основателя, была известна как Московское акционерное общество «П. Ильин». Фирма перешла от карет к сборке и ремонту автомобилей. Поскольку российское автомобилестроение только начиналось, фирма работала с иностранными марками: французскимими «Ля Бюир» и немецкими «Мерседес-Бенц».
В очередной раз сменив специализацию, в годы Первой мировой войны предприятие занималось заказами для императорского военно-воздушного флота, став одним из первых авиационных заводов. Среди прочих заказов — проектирование двигателей для первого в мире серийного четырёхмоторного бомбардировщика «Илья Муромец».
После Великой Октябрьской революции предприятие было национализировано и стало называться заводом «Спартак». Управляющим завода был оставлен прежний его владелец — Пётр Петрович Ильин.
В 1933 году завод переходит в ведение «Глававиапрома» и начинает заниматься проектированием и изготовлением шасси, которыми оснащались такие самолеты, как И-16, Пе-2 и ДБ-3.
В начале Великой Отечественной войны, осенью 1941 года произошла эвакуация завода из Москвы в город Горький, где он продолжал работать как завод № 119, выпустив около 22 000 шасси для военных самолётов за период с 1941 по 1945 годы.
После войны завод был отстроен заново. ПО «Гидромаш» продолжает развиваться, сотрудничая с ведущими авиационными КБ страны. В 1972 году происходит объединение с конструкторским бюро «Автоприбор», которое занималось проектированием шасси. За создание образцов новой авиационной техники объединение «Гидромаш» было награждено орденом Трудового Красного Знамени (1976).
В 1988 году предприятие разрабатывает и изготавливает шасси для советского космического корабля многоразового использования «Буран».
С 1992 года предприятия является самостоятельным акционерным обществом, не входя ни в какие объединения. С отменой государственного военного заказа предприятие выходит на международный рынок. В 1993 году совместно с немецкой фирмой МББ (Мессершмитт-Бельков-Блом) предприятие выигрывает тендер Европейского космического агентства на разработку шасси для европейского многоразового космического корабля «Гермес».
В 2006 году предприятие впервые стало лауреатом Седьмого Всероссийского конкурса «1000 лучших предприятий и организаций России» — престижного ежегодного мероприятия, проводящегося Оргкомитетом Международного Форума «Мировой опыт и экономика России».
В августе 2007 года «Гидромаш» заключил соглашение с германской компанией Liebherr о создании совместного предприятия ООО «Либхерр Аэроспейс — Нижний Новгород». Производство, которое разместится в посёлке Пыра под Дзержинском, будет выпускать компоненты для европейских самолётов и российского регионального самолёта SuperJet 100. Объём инвестиций составит около 15 млн евро.
Завод производит некоторые детали (шасси) для самолётов Bombardier (Канада).
Также завод производит некоторые детали (компоненты шасси) для вертолёта AgustaWesland AW-139.

## Санкции
23 февраля 2024 года компания была включена в блокирующий санкционный список США. Также санкции в отношения компании ввела Украина и Великобритания.
24 июня 2024 года компания и гендиректор включены в санкционные списки стран Европейского союза:

Предприятие участвует почти во всех российских авиастроительных проектах (в гражданской и военной сфере). "Гидромаш" выполняет российские оборонные госзаказы, а его продукция (шасси и другие гидравлические агрегаты) используется в Вооружённых силах РФ. Таким образом, "Гидромаш" оказывает материальную поддержку и получает выгоду от правительства РФ, которое несёт ответственность за аннексию Крыма и дестабилизацию ситуации в Украине.— «Официальный журнал Европейского союза», Брюссель, 24 июня 2024 года